# Вербов (Гомельская область)
Вербов (бел. Вербаў) — посёлок в Иваковском сельсовете Добрушского района Гомельской области Республики Беларусь.

## География

### Расположение
В 14 км на юг от Добруша, районного центра и железнодорожной станции в этом городе, расположенной на линии Гомель — Унеча, в 42 км от Гомеля.

## Транспортная система
Транспортная связь по просёлочной дороге, а затем автомобильной дороге Тереховка — Гомель.
В посёлке 28 жилых домов (2004 год). Планировка складывается из прямолинейной улицы, ориентированной с юго-востока на северо-запад. Застройка двухсторонняя. Деревянные домами.

## История
Посёлок основан переселенцами с соседних деревень в конце XIX века.
В 1926 году Вербов входил в состав Иваковского сельсовета Носовичского района Гомельского округа. В 1929 году организован колхоз.
Во время Великой Отечественной войны в сентябре 1943 года оккупанты сожгли посёлок.
В 1959 году деревня находилась в составе колхоза «Иваки» с центром в деревне Иваки.

## Население

### Численность
- 2004 год — 28 дворов, 51 житель

### Динамика
- 1926 год — 58 дворов, 249 жителей
- 1959 год — 190 жителей (согласно переписи)
- 2004 год — 28 дворов, 51 житель